# Monochaetia lutea
Monochaetia lutea är en svampart som beskrevs av H.J. Swart & D.A. Griffiths 1974. Monochaetia lutea ingår i släktet Monochaetia och familjen Amphisphaeriaceae.   Inga underarter finns listade i Catalogue of Life.